# Capbreton

Capbreton este o comună în departamentul Landes din sud-vestul Franței. În 2009 avea o populație de 7.864 de locuitori.

## Evoluția populației
| An        | 1975  | 1982  | 1990  | 1999  | 2006  | 2009  |
| --------- | ----- | ----- | ----- | ----- | ----- | ----- |
| Populație | 4.263 | 4.456 | 5.089 | 6.659 | 7.565 | 7.864 |